# Пусткув (Опольське воєводство)
Пусткув (пол. Pustków, нім. Pustkow) — село в Польщі, у гміні Озімек Опольського повіту Опольського воєводства.